# فرودگاه صحرایی برنام ریور
فرودگاه صحرایی برنام ریور (به انگلیسی: Bernam River Airfield) یک فرودگاه خصوصی است . این فرودگاه در کشور مالزی قرار دارد و در ارتفاع ۱۷ متری از سطح دریا واقع شده‌است.